# Porphyra umbilicalis
Porphyra umbilicalis は、紅藻のウシケノリ綱に属するアマノリ類（狭義の海苔）の1種である（図1）。イギリスのウェールズ地方などでは古くから食用とされ、アゾレス諸島やスペインのガリシア州でも食材として利用されている。かつて日本産のチシマクロノリにこの学名が充てられていたが、2020年現在では別属別種であることが明らかとなっている。
英語の laver は本種を意味するが、より広義にアマノリ類（アサクサノリなどを含む）の意味で用いられることも多い。また青海苔（緑藻）を green laver とよぶこともある。
1949年、K. M. ドリューは本種の生活史を報告し、これがアマノリ類の生活環の解明と養殖技術確立への契機となった。

## 特徴
葉状の配偶体と微小な分枝糸状の胞子体の間で世代交代をする。
配偶体（葉状体）は円形から披針形、ときに複数の葉片に分かれる (図1、下図2a)。長さ4–35センチメートル (cm)。色は赤褐色から紫褐色、基部はしばしば緑色を帯びる。縁辺はときにひだ状。1層の細胞からなり、厚さ55–70マイクロメートル (µm)、細胞の断面は高さが幅より大きいかほぼ等しい。
ふつう雌雄異株。生殖細胞は縁辺にできる。造精器 (精子嚢) はふつう128個 (4 × 4 × 8 個) の不動精子を形成、受精した造果器は16個 (2 × 4 × 2 個) の果胞子 (接合胞子) を形成する。
葉状体は潮間帯中部から高潮線付近に生育する（上図2b）。岩や貝に着生しており、波の強い海岸に多い。ヨーロッパから北大西洋、北米東岸に分布する。

## 人間との関わり

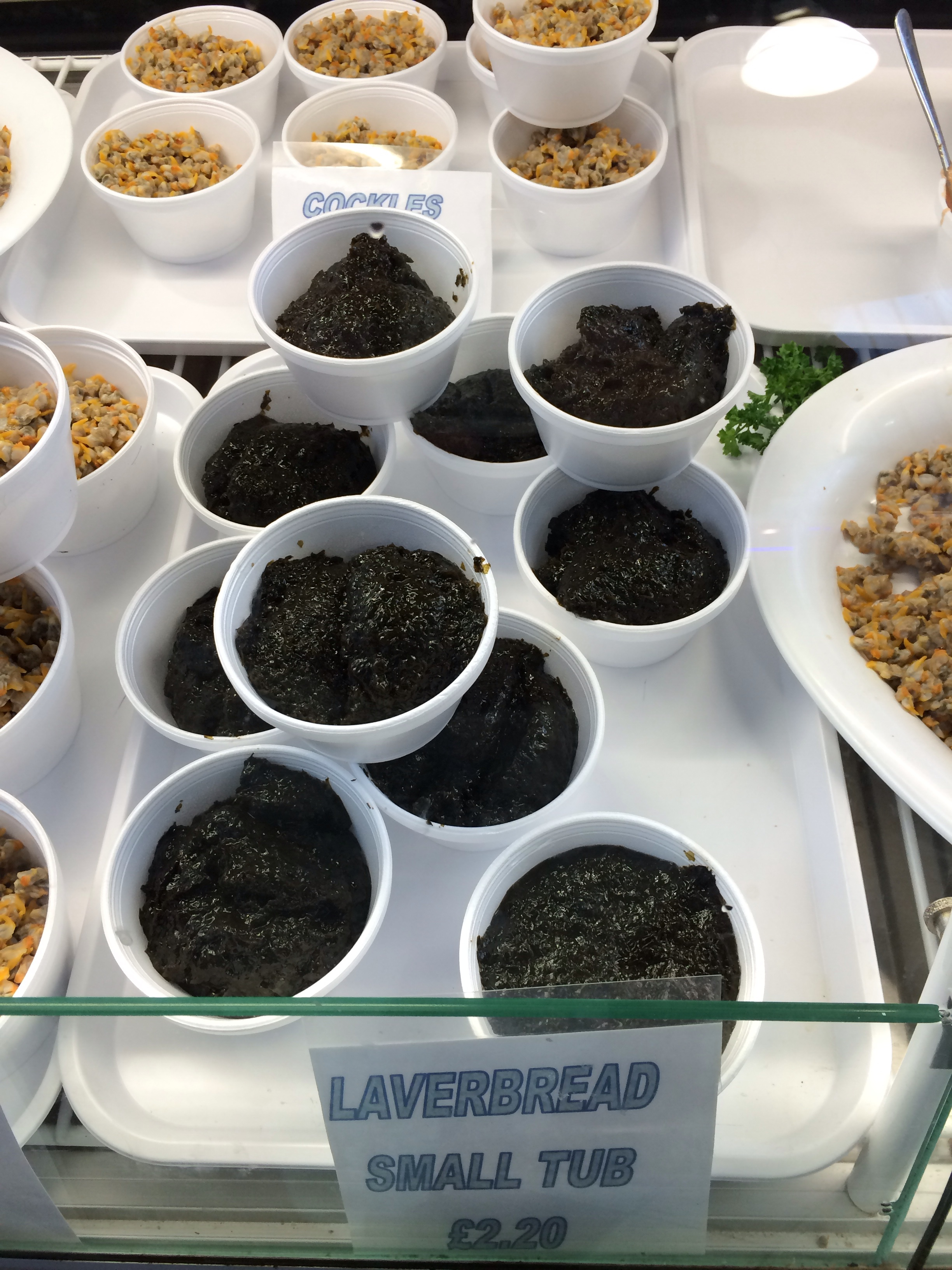
3. 市販される laverbread

本種は、英語でlaver（レイヴァー、[ˈleɪvə]）とよばれる。ウェールズ地方では laver は古くから食用とされており、分献上の初出は17世紀初期の『Britannia』(ウィリアム・キャムデン著) に遡るが、実際の利用はそれよりも遡ると考えられている。本書では、laverを採取して水洗、水分を除いて細かく刻み、そのまま、またはオートミールと一緒にバターで焼いて食用とすることが記されている。現在でもウェールズのペンブルックシャーやカーマーゼンシャーで食用とされており、海岸で本種を採取し、水洗して長時間煮込んで黒緑色のペーストとする（図3）。これを刻んだり裏ごしすることもある。18世紀には laver は壷に入れて売られていたが、現在では缶詰や真空パックでも売られている。狭義にはこれだけで食べるものを laver、オートミールなどと混ぜて調理したものを laverbread (ウェールズ語：bara lafwr （[bara lavur]） / bara lawr （[bara laur]）) と呼んで区別することがある。典型的には、油で揚げたり、バターで炒めてザルガイやラムの付け合わせにされる。他にも冷やしてサラダにしたり、ソースに使われたり、スープ（カウル・ラウルs、cawl lafwr （[kaul lavur]））に使われる。laver とザルガイとの組み合わせはウェールズでは「オールドミール（昔ながらの食事）」とよばれ、「ウェールズ流の朝食」でよく見られる。ウェールズの象徴的食品の１つであり、「ウェールズ人のキャビア」と誇りにされることがある。

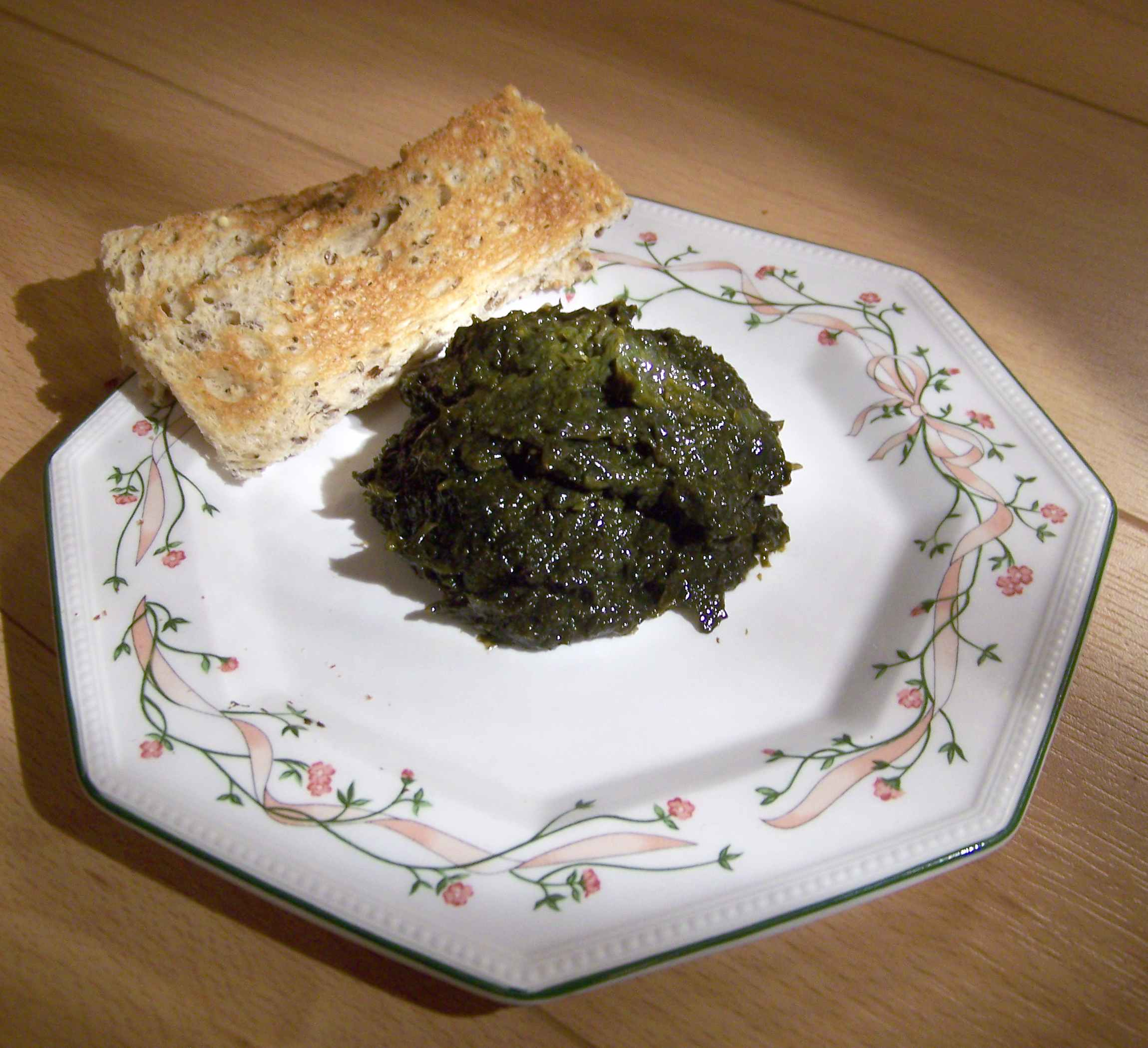
4. ブラック・バターとトースト

またブリストル海峡を越えてサマセットやデヴォン、コーンウォールなどでも、laver は食用とされ、ピクルスとしたり、ブラック・バターとよばれてパンに塗って食べられる（図4）。1877年の『Kettner's Book of the Table』(エネアス・スイートランド・ダラス著) では、以前はロンドンでも laver がよく見られたと記している。またアイルランドやスコットランドでは、laver は sloak (sloke, slake, slawk など) ともよばれる。これら地域ではバターで煮込み、ときにリーキやタマネギで風味付けされる。またオートムギと混ぜてバノック（扁平な非発酵パン）とすることもある。

## ギャラリー

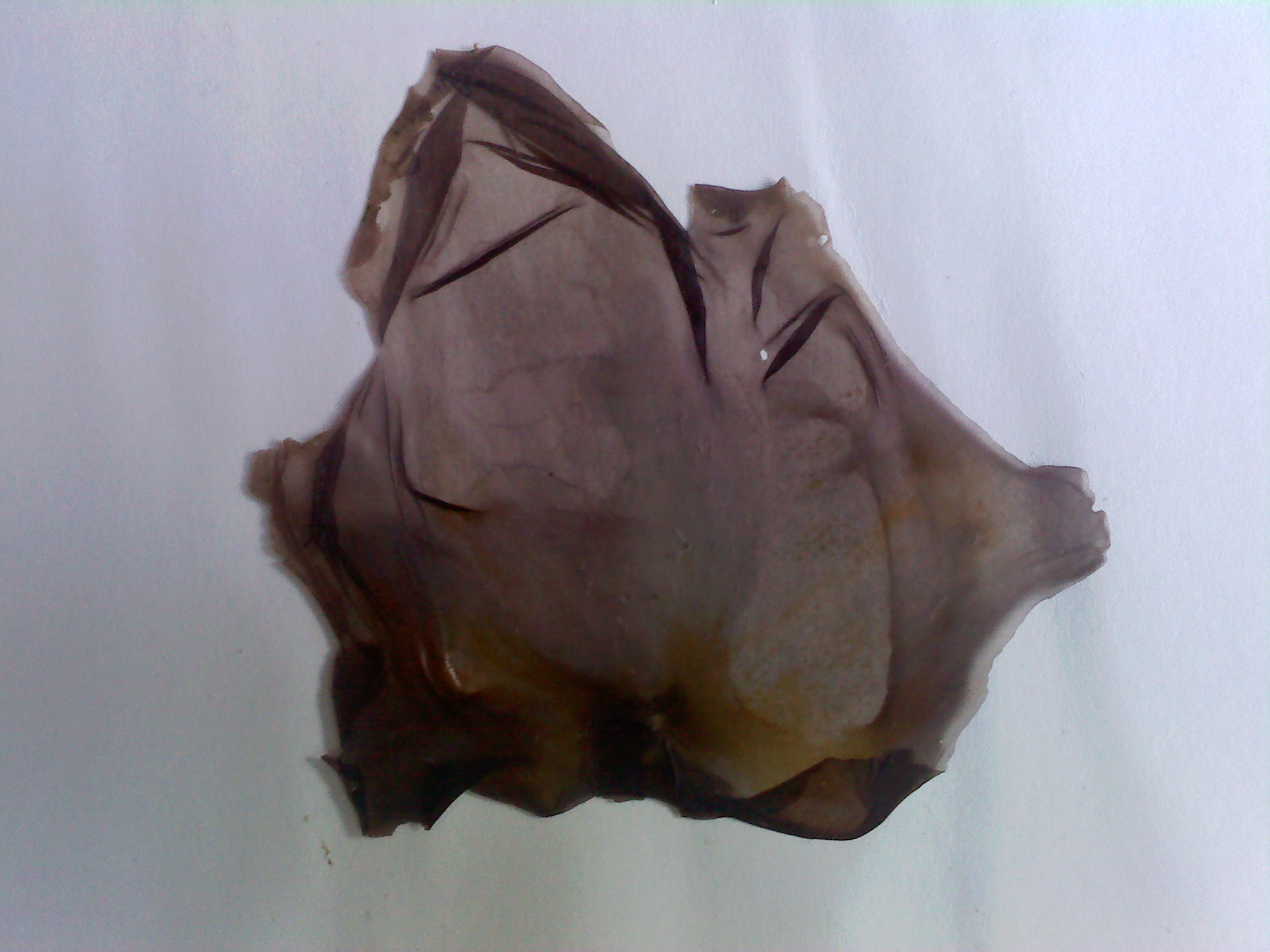
葉状体 (配偶体)
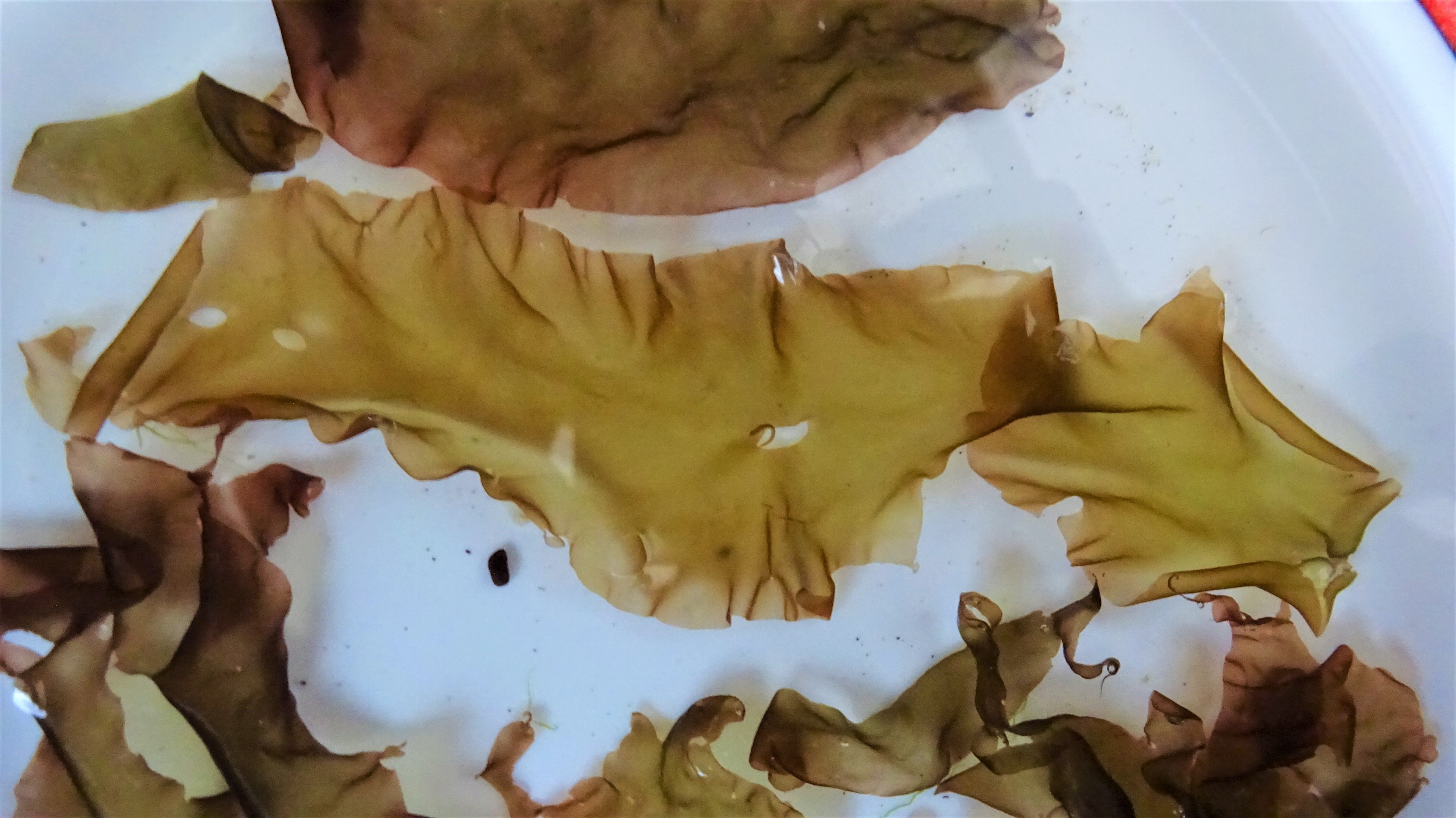
葉状体
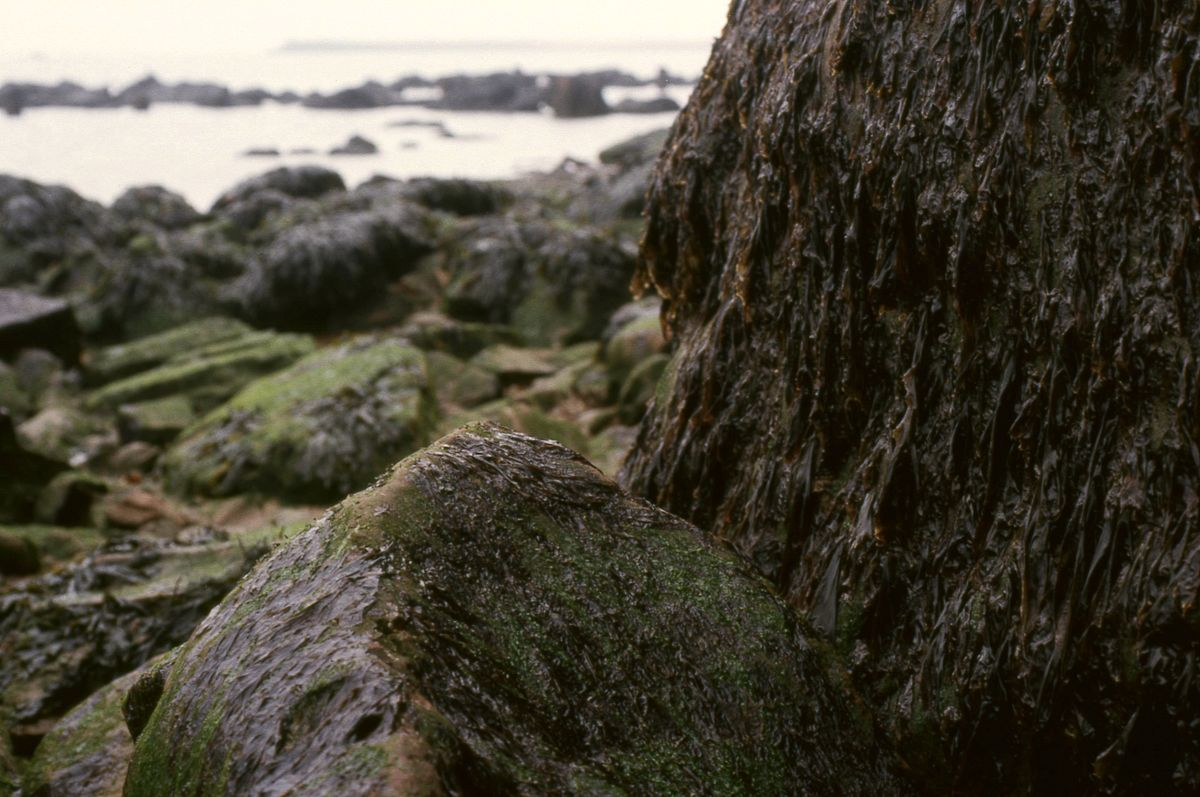
干出したPorphyra umbilicalis 葉状体 (右側)(手前は P. purpurea).
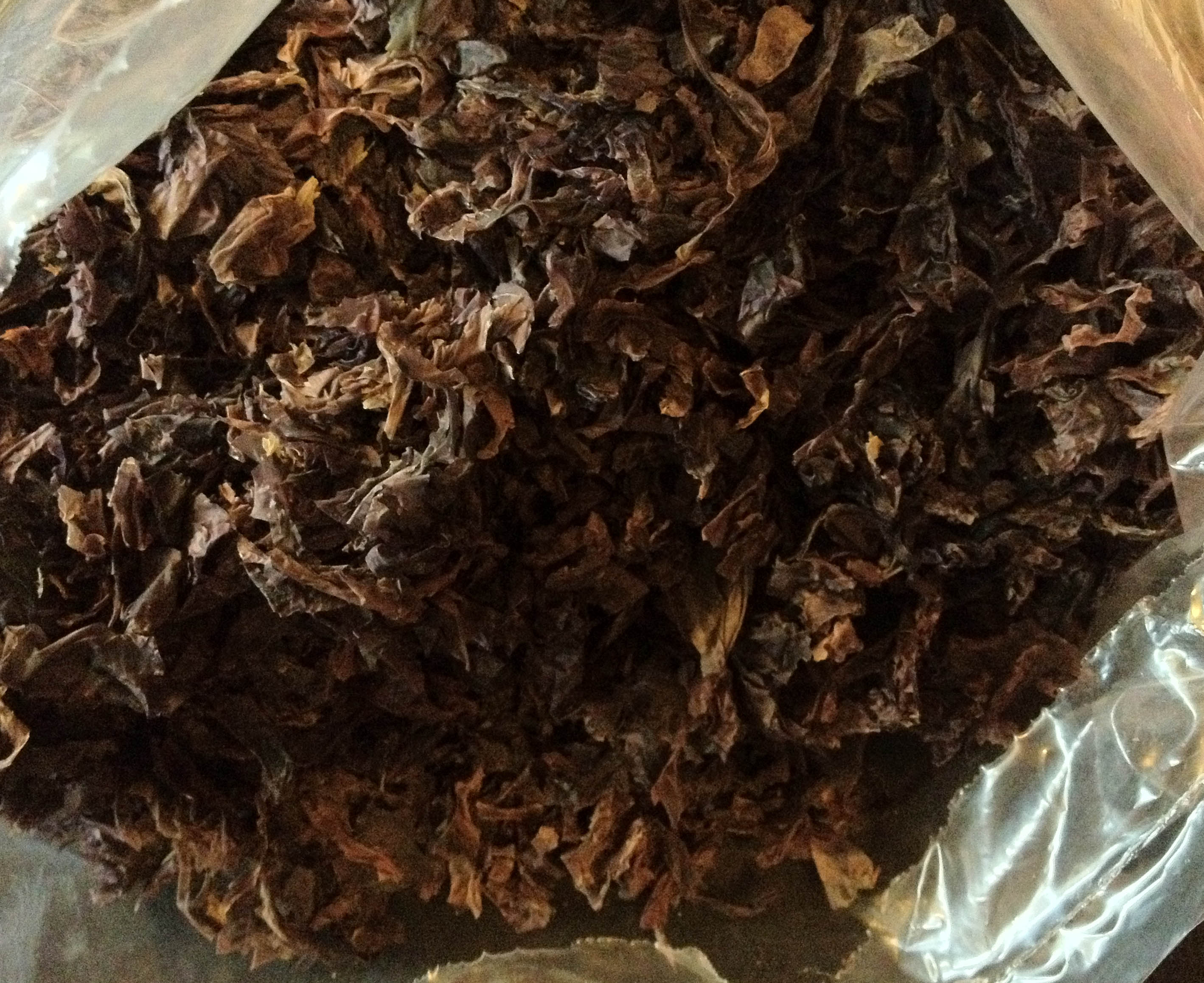
乾燥laver
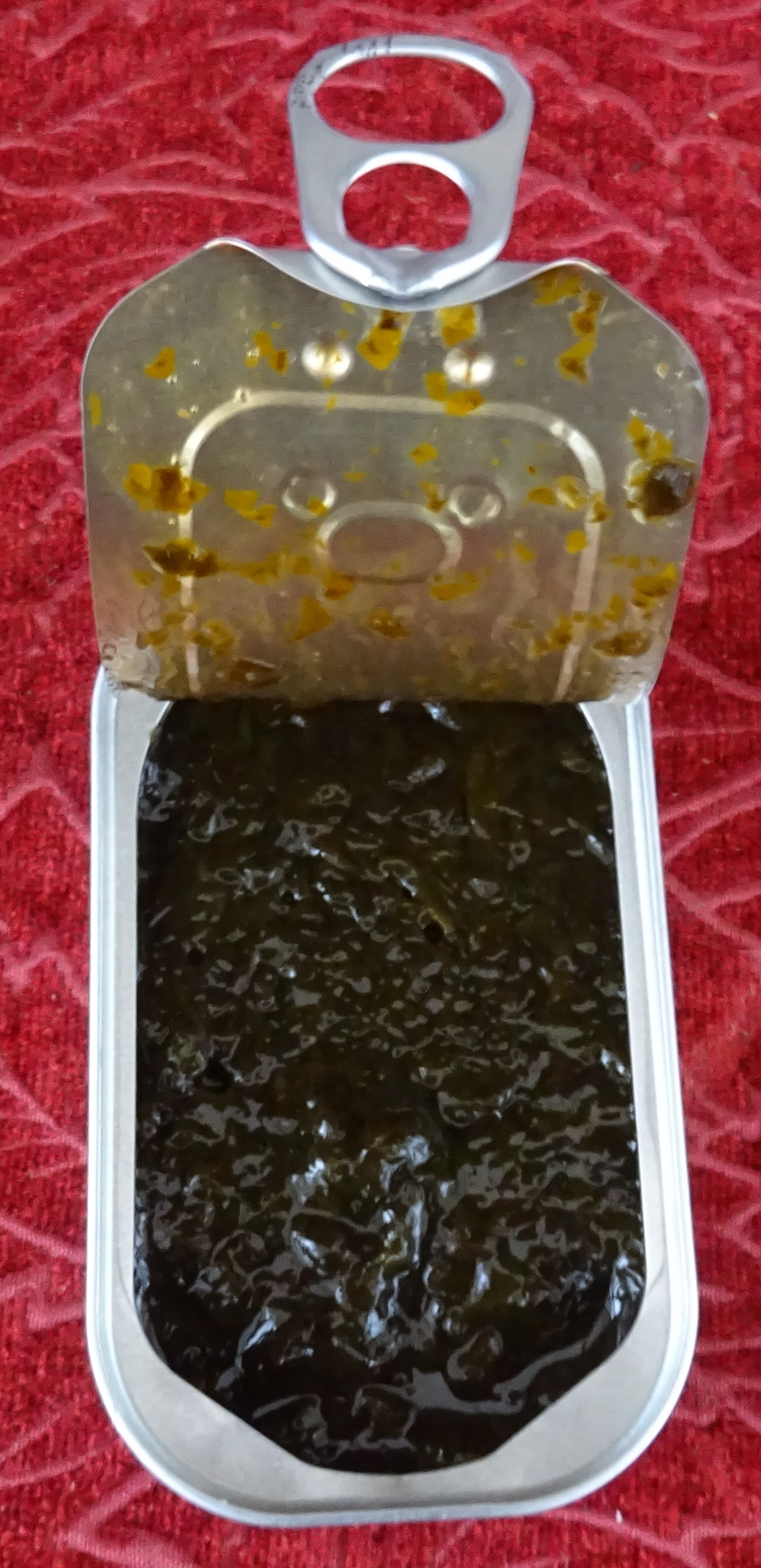
缶詰のlaverbread
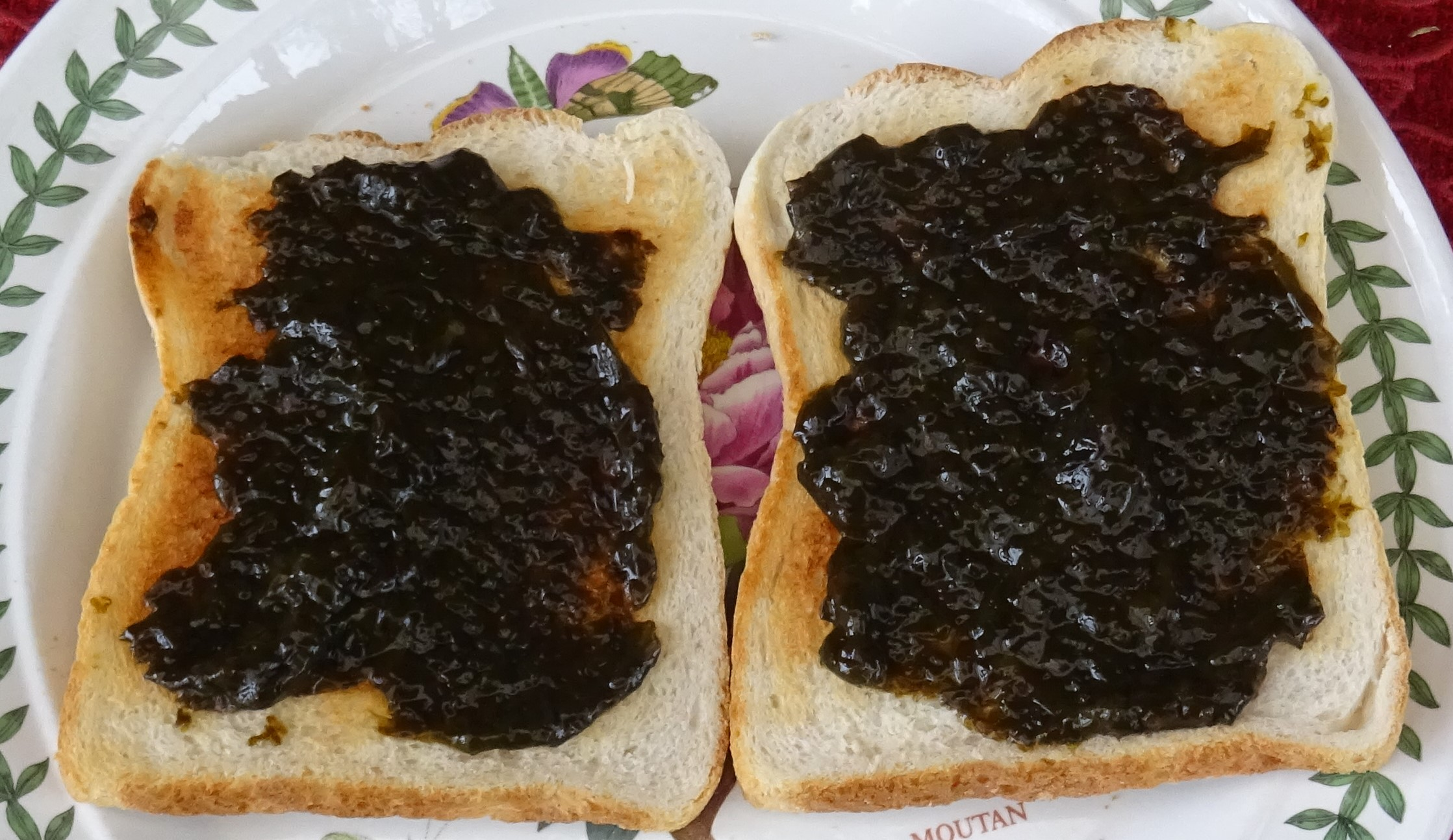
laverbread